# Traité de Bucarest (1913)
Pour les articles homonymes, voir Traité de Bucarest.
Le traité de paix de Bucarest (10 août 1913) met un terme à la seconde guerre balkanique qui avait vu la Bulgarie affronter à la fois ses alliés et son ennemi de la première guerre balkanique, soit la Serbie, le Monténégro, la Grèce et l'Empire ottoman auxquels se joint la Roumanie, neutre durant la première guerre balkanique.

## Contexte

### Guerres balkaniques
Selon les termes des accords conclus entre les Serbes, les Bulgares et les Grecs, les territoires ottomans en Europe doivent être partagés entre les vainqueurs, selon les termes des traités du printemps 1912, créant de fait une ligue balkanique dirigée contre l'Empire ottoman.
Rapidement débordés par les offensives concertées des Serbes, des Monténégrins, des Grecs et des Bulgares, les Ottomans doivent demander la cessation des hostilités. À l'issue des opérations, la quasi-totalité des territoires européens de l'Empire ottoman est occupée par ses quatre adversaires.
Quelques mois plus tard, le partage des territoires conquis rallume le conflit entre les belligérants, les anciens alliés se faisant la guerre pour le partage des dépouilles; ainsi, le royaume de Sofia, se rue sur les positions serbes, mais doit rapidement affronter une coalition composée de ses anciens alliés, de la Roumanie et de l'Empire ottoman.
Le conflit, de courte durée, voit un rapide effondrement de l'armée bulgare, menacée d'anéantissement par des interventions concentriques de l'ensemble de ses voisins, obligeant les responsables bulgares à conclure un armistice.

### Renversement des alliances
Les succès bulgares face aux ottomans incitent les Russes, alliés traditionnels de la Bulgarie, à modifier leur attitude à l'égard du royaume de Sofia.
Dans le même temps, le royaume de Bulgarie, financièrement aux abois, s'adresse aux principales banques européennes pour financer l'action gouvernementale, ainsi que le financement de la dette courante; la place de Vienne, la première à répondre, octroie au gouvernement de Sofia une avance de 30 millions de Francs, tandis que les banques allemandes commencent à financer massivement l'action politique bulgare, dès le déclenchement de la seconde guerre balkanique.
Le changement de politique russe se double d'une modifications significative de la politique roumaine : la seconde guerre balkanique fournit au royaume de Bucarest l'occasion de se retourner contre son ancien allié.

## Clauses

### Clauses du traité
Le traité contient avant tout des clauses territoriales, partageant à nouveau les territoires conquis lors de la précédente guerre balkanique.
La Macédoine est ainsi partagée entre la Serbie, la Grèce et la Bulgarie. La Serbie s'empare de la vallée du Vardar, la ville de Djevdjelija marquant la frontière entre la Serbie et la Grèce et de territoires que le traité d'alliance de 1912 octroyait à la Bulgarie. La Roumanie, étant intervenue contre la Bulgarie annexe une partie de la Dobroudja. La Bulgarie ne conserve qu'une petite partie du littoral thrace et la vallée de la Stroumitsa.
De plus, la Grèce, soutenue pour la circonstance par l'action diplomatique allemande, obtient de substantiels agrandissements, notamment le port de Kavala, en Thrace.

## Enjeux européens
Ce traité matérialise pour un temps l'éviction des grands États de la péninsule balkanique.

### Une défaite austro-allemande
Face aux succès serbes durant la première guerre balkanique, les Austro-Hongrois échouent dans leur tentative de remettre en cause les conquêtes serbes.
En effet, les Roumains, officiellement alliés à la double monarchie depuis 1883, participent à la défaite bulgare, tandis que les Italiens refusent de faire jouer les clauses du traité les liant à la double monarchie, arguant que e casus fœderis n'existe pas.
Les Austro-Hongrois, dans les mois qui suivent, aspirent à remettre en cause les acquis serbes du traité ; ainsi, dès le mois d'octobre 1913, la diplomatie austro-hongroise s'emploie à exiger de la Serbie l'évacuation des territoires albanais, occupés depuis la première guerre balkanique ; à l'issue d'un ultimatum, le gouvernement serbe s'exécute.
Ainsi, dès la signature du traité, les Austro-Hongrois aspirent à amoindrir le choc de l'échec rencontré par la Bulgarie. Ainsi, ils encouragent la mise en place d'une nouvelle ligue balkanique, composée de la Bulgarie, de l'Albanie, sous le patronage de la double monarchie; cette nouvelle ligue doit être conçue, dans l'esprit des responsables de la double monarchie, comme un instrument dirigé contre la Serbie responsable, aux yeux de Vienne, de la ruine des plans conçus par les Viennois dès le début de la première guerre balkanique,.

### Victoire russe et serbe
Dans un contexte marqué par un rapprochement entre le royaume de Serbie et l'Empire russe, la paix de Bucarest constitue un indéniable succès russe face à la double monarchie.
Les clauses renforcent la prépondérance serbe dans les Balkans, permettant au royaume de Belgrade de contrôler étroitement les voies de passage stratégiques du centre de la péninsule balkanique.
Enfin, la paix signée avec ses voisins dégage définitivement Belgrade de l'influence austro-hongroise, en conférant au royaume de Serbie les moyens d'une ambitieuse politique de réunification des Serbes, puis des Slaves du Sud, autour de la Serbie libérale et refondée par la dynastie installée en 1903.

### Conséquences financières
Enfin, la paix de Bucarest marque l'échec de la politique austro-allemande de recherche d'une alliance par l'octroi de prêts, publics ou privés, le Reich ne disposant alors plus des moyens de consolider ses alliances politiques par des accords économiques.
En effet, dans les jours qui suivent la signature de la paix, les principaux vainqueurs du second conflit balkanique, exsangues, se tournent vers la France et la Russie pour couvrir leurs demandes de financement.